# Нестор Карбонелл
Нестор Ґастон Карбонелл (ісп. Nestor Gastón Carbonell, МФА: [ˈnestoɾ ɣasˈtoŋ kaɾβoˈneʎ]; нар. 1 грудня 1967) — американський актор, відомий перш за все своєю роллю Річарда Олперта у телесеріалі «Загублені». У 2013-2017 рр. зображував шерифа Алекса Ромеро у телесеріалі «Мотель Бейтсів», у 2019 році виконав роль телеведучого Янко Флореса в першому сезоні серіалу «Ранкове шоу».

## Життєпис
Народився у Нью-Йорку, в сім'ї католиків іспанського походження. Його прадід, Хосе Мануель Гарсія Кортіна, був одним з найвидатніших дипломатів Куби, а його двоюрідний брат Рафаель Пальмейро — колишній професійний гравець у бейсбол. Виріс Нестор у місті Каракас, Венесуела, де навчався у британській школі. Пізніше сім'я переїхала назад до Сполучених Штатів. Карбонелл здобув освіту в академії Дірфільда (Deerfield Academy). Отримав ступінь бакалавра англійської мови у Гарвардському університеті в кінці 1980-х років.

## Фільмографія
| Рік       |    | Українська назва           | Оригінальна назва             | Роль                                          |
| --------- | -- | -------------------------- | ----------------------------- | --------------------------------------------- |
| 1989      | с  | Як обертається світ        | As the World Turns            | Альберто Кордова                              |
| 1991      | с  | Закон і порядок            | Law & Order                   | Стюарт Каррадін                               |
| 1992      | с  | Район Мелроуз              | Melrose Place                 | Алекс                                         |
| 1996—2000 | с  | Непередбачувана Сюзан      | Suddenly Susan                | Луї Рів'єра                                   |
| 2002      | тф | Проект Ларамі              | The Laramie Project           | Мойсес Кауфман                                |
| 2002      | с  | Еллі Макбіл                | Ally McBeal                   | Майлз Джозефсон                               |
| 2002—2007 | мс | Кім П'ять-с-Плюсом         | Kim Possible                  | Сеньйор Сеньйор-молодший                      |
| 2004      | с  | Монк                       | Monk                          | Далтон Падрон                                 |
| 2004      | с  | Клініка                    | Scrubs                        | доктор Рамирес                                |
| 2004—2006 | с  | Сильні ліки                | Strong Medicine               | Джонас Рей                                    |
| 2005      | с  | Доктор Хаус                | House, M.D.                   | Джеффрі Рейліч                                |
| 2006      | с  | Новий день                 | Day Break                     | Едді Райз                                     |
| 2006      | ф  | Козирні тузи               | Smokin' Aces                  | Паскуаль Акоста                               |
| 2006      | с  | Детектив Раш               | Cold Case                     | Майк Валенс                                   |
| 2007      | с  | Плантація                  | Cane                          | Френк Дюк                                     |
| 2007—2010 | с  | Загублені                  | Lost                          | Річард Олперт                                 |
| 2008      | ф  | Темний лицар               | The Dark Knight               | мер Ентоні Гарсія                             |
| 2010      | с  | Ясновидець                 | Psych                         | Деклан Ранд                                   |
| 2010—2011 | мс | Пінгвіни Мадагаскару       | The Penguins of Madagascar    | Савіо                                         |
| 2011      | с  | Двійник                    | Ringer                        | Віктор Мачадо                                 |
| 2011      | с  | Вілфред                    | Wilfred                       | доктор Артуро Рамос                           |
| 2011      | ф  | Крістіада                  | Cristiada                     | мер Пікесо                                    |
| 2011      | мф | Ноев ковчег: Новое начало  | Noah's Ark: The New Beginning | Ліу                                           |
| 2012      | ф  | Темний лицар повертається  | The Dark Knight Rises         | мер Ентоні Гарсія                             |
| 2014      | с  | Особливо небезпечний       | Person of Interest            | Метью Рід                                     |
| 2014      | с  | Гарна дружина              | The Good Wife                 | Деніел Ірвін                                  |
| 2014—2015 | с  | Стан справ                 | State of Affairs              | Рей Наварро                                   |
| 2016      | ф  | Абсолютна влада            | Imperium                      | Том Ернандес                                  |
| 2017      | ф  | Кравн-Гайтс                | Crown Heights                 | Брюс Реґенстрайх                              |
| 2013—2017 | с  | Мотель Бейтсів             | Bates Motel                   | шериф Алекс Ромеро                            |
| 2018      | с  | Міднайт, Техас             | Midnight, Texas               | Кай Лусеро, власник готелю                    |
| 2019      | с  | Ранкове шоу                | The Morning Show              | Янко Флорес, телеведучий-метеоролог (1 сезон) |
| 2019—2020 | мс | Супер шістка: Нова історія | Big Hero 6: The Series        | шеф-кухар Крус (голос)                        |
| 2017—2020 | мс | Елена з Авалору            | Elena of Avalor               | король Рауль (голос)                          |
| 2020      | мс | Качині історії             | DuckTales                     | Понсе де Леон (голос)                         |
| 2020      | ф  |                            | Pearl                         | Ентоні                                        |
| 2022      | ф  |                            | Bandit                        | детектив Джон Снайдс                          |
| 2026      | ф  | The RIP                    | The RIP                       |                                               |
| 2026      | ф  | Гра в хованки 2            | Ready or Not: Here I Come     |                                               |